# Richard Brooker
Richard Brooker (Münster, 20 de noviembre de 1954 - Los Ángeles, 8 de abril de 2013) fue un actor y productor de cine y televisión británico de origen alemán.

## Carrera
Brooker, un ex trapecista, comenzó su carrera como actor en una revista de casting, "Dramalogue". El casting era para un hombre corpulento que interpretaría un papel en una próxima película dirigida por Steve Miner; sin embargo, no fue hasta después de la prueba de Richard que se enteró de que era para el papel de Jason Voorhees en Viernes 13: Parte III. Durante el rodaje de la serie, Richard tuvo que someterse a horas de trabajo de maquillaje para interpretar el papel de Jason, como se muestra en fotografías en línea. Según el documental creado por un fan, "Friday the 13th Part III: The Memoriam Documentary", Brooker era en este punto de la serie el Jason más apto para ser interpretado.
Cabe destacar que es el primer actor en ponerse la ahora icónica máscara de hockey como Jason, que luego se convertiría en la marca registrada de la serie. Brooker también usó un relleno de espuma blanca debajo de su sudadera durante el rodaje para darle una apariencia más robusta debido al cuerpo delgado y tonificado de Brooker.
Después de su papel icónico como Jason en "Viernes 13, parte III", apareció en películas pequeñas como "Deathstalker (película de 1983)", "Deep Sea Conspiracy" y la serie de televisión "Trapper John, M.D.". Brooker se convirtió más tarde en director de series tan notables como "Bill Nye the Science Guy" y trabajó como productor en varios canales y programas deportivos como Fox y 20th Century Fox. Más tarde, pasó de la realización cinematográfica y la actuación a los negocios, creando su propia empresa de diseño de sitios web, Production Access Network.
Brooker también había patentado un dispositivo que se utiliza en dispositivos de telefonía móvil y en la industria cinematográfica, lo que le llevó a ganar el premio Primetime Emmy por Logro Destacado en Desarrollo de Ingeniería en 2006.

## Vida personal
Estuvo en una relación con Shannon McMurray desde 1995 hasta 2000, con quien tuvo dos hijas, Madison y Cameron. Los dos se separaron amistosamente a mediados de 2000.
También le apasionaba montar a caballo y el deporte del polo.[cita requerida]
También tenía una gran pasión por la navegación y durante un tiempo vivió en su velero con sus hijas.
Adorado por sus fans, Brooker era una presencia constante en las convenciones de terror de todo el país durante las décadas de 2000 y 2010; siempre feliz de conceder a los visitantes un deseo de un autógrafo o una oportunidad para una foto. En el camino, se hizo amigo de otros exalumnos de Jason Warrington Gillette, Ted White, C.J. Graham, Dick Wieand y Kane Hodder; así como de una gran cantidad de miembros del elenco de diferentes películas de "Viernes 13".
Su última aparición en una convención fue en marzo de 2013 en el Full Moon Tattoo and Horror Festival en Nashville, TN.
Lo seleccionaron para ser el tercer Jason Voorhees en la saga de películas de Viernes 13, ya que cumplía con todos los requisitos de Steve Miner para el actor que interpretara a Jason. Al principio de la película aparece sin ninguna máscara que cubriera el deformado rostro del asesino, pero adquirió, más adelante, una máscara de hockey, luego de degollar a uno de los protagonistas del largometraje.
Él junto a Kane Hodder y Ari Lehman, quienes interpretaron al infame Jason Voorhees en películas anteriores, apareció en el film de Viernes 13, que se estrenó en 2009.
Antes de ser actor Richard era trapecista y entrenador de caballos en un circo.
Luego de su carrera en el cine, regresó al entrenamiento de caballos para las escenas en el cine y la coordinación de dobles. Trabajó en muchas áreas de producción tanto de cine como de televisión.
A finales de los 80 se convierte en técnico y productor independiente. En el período 1999-2002 fue Técnico Jefe de AENTV. Trabajando con el difunto Drew Cummings, fue pionero en una de las plataformas de transmisión originales que incluía seis programas diarios para televisión digital para AENTV (Alternative Entertainment Network).